# Assiria persiana

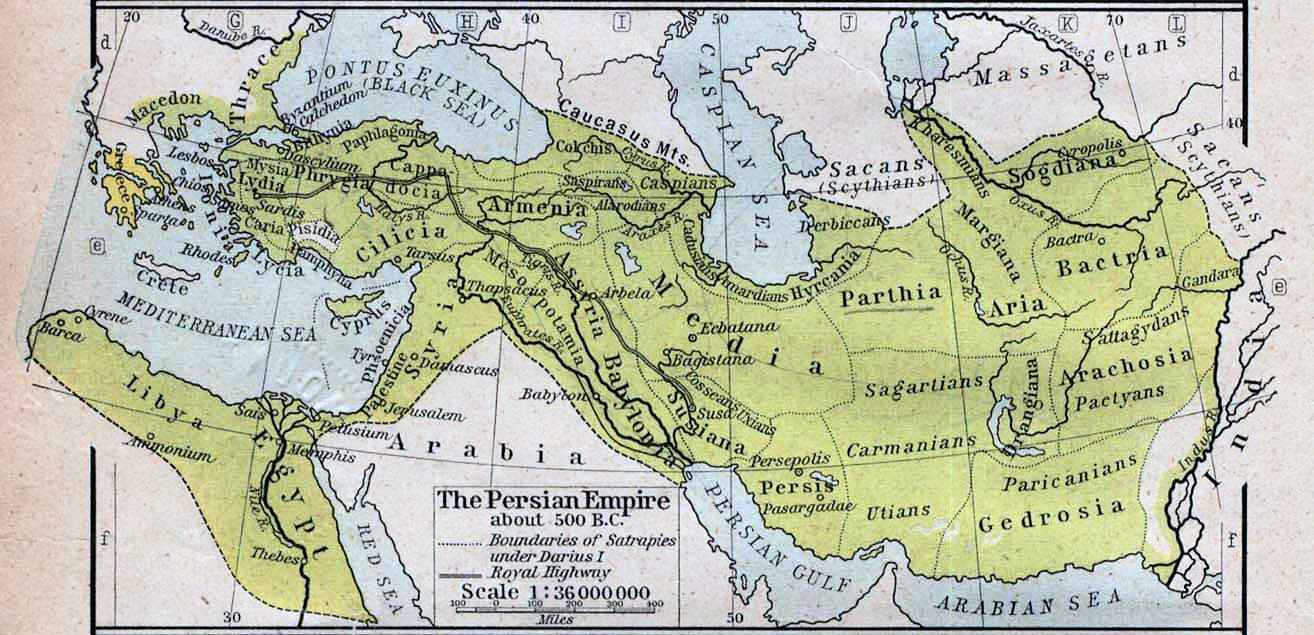
L'Assiria persiana

L'Athura (Assiria) era una zona geografica che fece parte dell'Impero achemenide dal 539 a.C. al 330 a.C. Sebbene alcuni la considerino una satrapia, secondo le iscrizioni reali Achemenidi l'Assiria era un dahyu, un concetto traducibile con gruppo di popoli o una nazione con particolare riguardo alla sua popolazione, senza alcuna valenza amministrativa.
Esso comprendeva la maggior parte del territorio della originale madre-patria assira lungo la parte superiore del Tigri, del medio ed alto Eufrate, il territorio della moderna Siria (Eber-Nari) e parte della Turchia sud-orientale. L'Impero neo-assiro collassò a causa dell'invasione dell'Assiria da parte delle popolazioni Iraniane nel tardo VII secolo a.C., che culminarono nella Battaglia di Ninive. Tra il 612 e il 559 a.C., la parte orientale dell'Assiria fece parte dell'Impero dei Medi mentre la parte occidentale faceva parte dell'Impero neo-babilonese. Entrambe le parti vennero conquistate dall'Impero achemenide nel 539 a.C.